# Del bell'idolo mio
Del bell'idolo mio (HWV 104) és un cantata escrita per Georg Friedrich Händel entre el 1707 i el 1709; en aquell temps estava a Roma al servei de la família Ruspoli com a mestre de capella. És una cantata profana dramàtica escrita per a soprano. Altres catàlegs de música de Händel referencien l'obra com a HG l,48 (no apareix, però, en el catàleg HHA).

## Context històric
La factura del copista de la cantata per a Ruspoli té data del 31 d'agost de 1709; en canvi, no hi ha cap prova que demostri que Händel fos a Roma en aquell moment. Hi ha alguns aspectes del manuscrit que relacionen la cantata amb d'altres obres que van ser escrites en la primavera del 1707.

## Estructura
La cantata descriu la recerca del cantant, quan viatja pel món dels morts per salvar l'ànima de la seva estimada Nice. L'obra és orquestrada per a soprano solista i clavicèmbal (amb algunes poques indicacions per al baix continu). La cantata conté tres aparellaments de recitatiu i ària. Una execució habitual de la cantata dura uns onze minuts.
La cantata consta de sis moviments:
| Núm. | Tipus     | Tonalitat | Mètrica | Temps   | Compassos | Text |
| ---- | --------- | --------- | ------- | ------- | --------- | --- |
| 1    | Recitatiu | Si menor  | 4/4     |         | 14        | Del bell'idolo mio quest'e la fragil sua terrena salma. Per rintracciar quell'alma scenderò d'Acheronte al tenebroso lago; quell'adorato imago mi sarà cinosura in fra gl'abissi. Corri, corri a morir, misero amante, che la mortal sentenza io già la fluminai, e già la scrissi. |
| 2    | Ària      | Sol menor | 4/4     | Andante | 35        | Formidabil gondoliero, io ti bramo, approda alla riva. Nel varcare il temuto sentiero un certo diletto mi nasce nel petto, che l'ama ravviva. |
| 3    | Recitatiu |           | 4/4     |         | 4         | Ma se non la rinvengo là nello stigio regno, misero, oh! che farò? |
| 4    | Ària      | Sol menor | 4/4     | Adagio  | 22        | Piangerò, ma le mie lacrime saran simboli di fè. Quando piange un'alma forte, sol nel regno della morte, si lusinga aver mercè. |
| 5    | Recitatiu |           | 4/4     |         | 6         | Frà quell'orride soglie, tutto festante, si raggira il piede olocausto d'amor, e della fede. |
| 6    | Ària      | Si♭ major | 3/8     |         | 44        | Su rendetemi colei, consolata un infelice, cari numi, amati dei, voglio Nice. Tanto tregua al duol interno! Dalle fiamme dell'inferno sorgerò nova fenice. Voglio Nice. |

El nombre de les compassos són els que apareixen en el manuscrit; no es tenen en compte les indicacions de repetició. Les dades s'han agafat del volum 50, de l'edició Händel-Gesellschaft.